# Únětice (okres Praha-západ)
Obec Únětice se nachází v okrese Praha-západ, kraj Středočeský, v údolí Únětického potoka (historické jádro je situováno ve svahu po levé straně) zhruba 8,5 km severozápadně od centra Prahy. Žije zde 913 obyvatel.

## Historie
První písemná zmínka o vsi (in villa Vnetych) s kostelem pochází z roku 1125. Po roce 1770 postaven nový kostel, fara i hospodářský dvůr. V letech 1870–1882 zde roztocký lékař Čeněk Ryzner objevil a prozkoumal pravěké pohřebiště z rané doby bronzové. Podle toho pohřebiště byla pojmenována na něm zastoupená únětická kultura.
Na konci třicetileté války v roce 1648 byly Únětice vypáleny Švédy, kteří obléhali Prahu.
V roce 1710 zde byl založen pivovar, kde se vařilo pivo až do znárodnění v roce 1949. V roce 2011 bylo vaření piva v tomto architektonicky hodnotném objektu obnoveno.
12. prosince 2008 byly obci uděleny znak a vlajka. Roku 2009 byly v obci pojmenovány ulice (celkem 31 názvů) a zavedena orientační čísla. Zastupitelstvo 5 hlasy ze 7 přítomných rozhodlo, že smaltované označníky ulic budou černožluté, tedy v barvách obce.

### Územněsprávní začlenění
Dějiny územněsprávního začleňování zahrnují období od roku 1850 do současnosti. V chronologickém přehledu je uvedena územně administrativní příslušnost obce v roce, kdy ke změně došlo:
- 1850 země česká, kraj Praha, politický i soudní okres Smíchov[10]
- 1855 země česká, kraj Praha, soudní okres Smíchov
- 1868 země česká, politický i soudní okres Smíchov
- 1927 země česká, politický okres Praha-venkov, soudní okres Praha-západ[11]
- 1929 země česká, politický okres Praha-venkov, soudní okres Praha-sever [12]
- 1939 země česká, Oberlandrat Praha, politický okres Praha-venkov, soudní okres Praha-sever[13]
- 1942 země česká, Oberlandrat Praha, politický okres Praha-venkov-sever, soudní okres Praha-sever[14]
- 1945 země česká, správní okres Praha-venkov-sever, soudní okres Praha-západ[15]
- 1949 Pražský kraj, okres Praha-západ[16]
- 1960 Středočeský kraj, okres Praha-západ
- 2003 Středočeský kraj, obec s rozšířenou působností Černošice

### Rok 1932
V obci Únětice (přísl. Černý Vůl I., 607 obyvatel, katol. kostel) byly v roce 1932 evidovány tyto živnosti a obchody: 4 hostince, kolář, kovář, krejčí, 5 mlýnů, 2 obuvníci, 2 pekaři, pivovar, povozník, 8 rolníků, 3 řezníci, 2 obchody se smíšeným zbožím, spořitelní a záložní spolek pro Únětice, 2 trafiky, velkostatek Kapituly u sv. Víta.

### Počet obyvatel
Počet obyvatel je uváděn za Únětice podle výsledků sčítání lidu včetně místních části, které k nim v konkrétní době patří. Je patrné, že stejně jako v jiných menších obcích Česka počet obyvatel v posledních letech roste. V celé únětické aglomeraci nicméně žije necelý jeden tisíc obyvatel.
| 1869 | 1880 | 1890 | 1900 | 1910 | 1921 | 1930 | 1950 | 1961 | 1970 | 1980 | 1991 | 2001 | 2011 |
| ---- | ---- | ---- | ---- | ---- | ---- | ---- | ---- | ---- | ---- | ---- | ---- | ---- | ---- |
| 394  | 425  | 505  | 553  | 592  | 489  | 606  | 440  | 364  | 335  | 391  | 423  | 481  | 706  |

| 1869 | 1880 | 1890 | 1900 | 1910 | 1921 | 1930 | 1950 | 1961 | 1970 | 1980 | 1991 | 2001 | 2011 |
| ---- | ---- | ---- | ---- | ---- | ---- | ---- | ---- | ---- | ---- | ---- | ---- | ---- | ---- |
| 57   | 52   | 62   | 65   | 74   | 72   | 94   | 109  | 95   | 91   | 113  | 144  | 165  | 226  |

## Pamětihodnosti

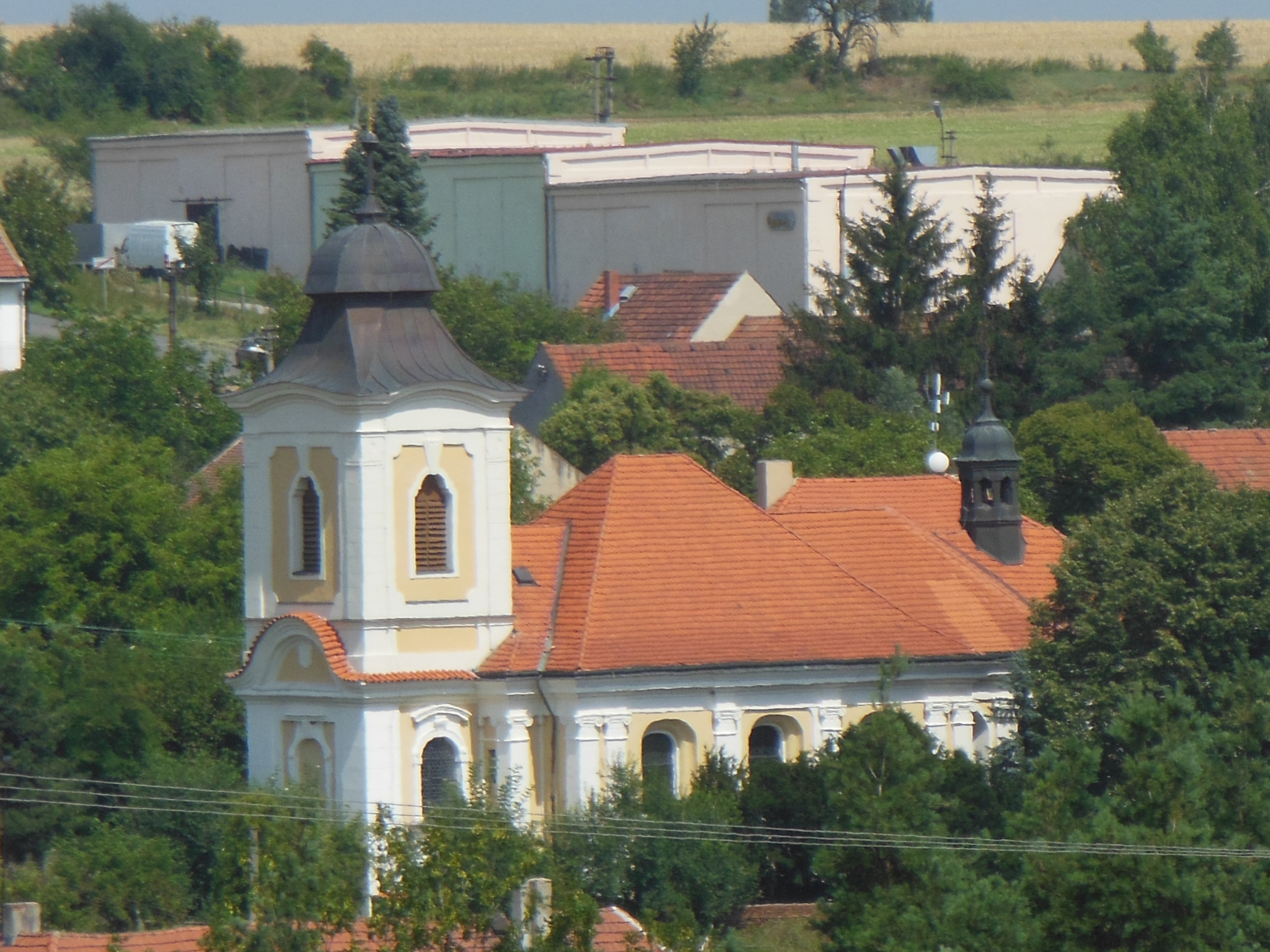
Kostel Nanebevzetí P. Marie

- Kostel Nanebevzetí Panny Marie, zřízen roku 1132, nynější podoba je pozdně barokní z let 1766 až 1770. Obdélná budova s věží v západním průčelí, užším obdélným presbytářem a sakristií v ose. Vnitřní zařízení z doby po 1770, na hlavním oltáři obraz Nanebevzetí od Igráce Raaba.
- Barokní fara naproti kostelu z roku 1766, upravená 1905.
- Hřbitovní kaple svatého Josefa, postavena na morovém hřbitově východně od centra obce (Alšova ul.) v posledních letech 17. století, opravena 1783. Pětiboká stavba, sklenutá kupolí.
- Kaple svatého Jana Nepomuckého, barokní z roku 1716 západně od centra (Školní ul.). Obdélná s půlkruhovým závěrem a valenou klenbou.
- Před ní sloup se sochou svatého Jana Nepomuckého z roku 1699 (socha tč. uložena v depozitáři).[20]
- Špejchar z roku 1752.
- Pohřebiště, archeologické naleziště nejstarší doby bronzové na Holém vrchu – podle něj je pojmenována tzv. únětická kultura, k níž později byly přiřazeny i nálezy z dalších míst Evropy

## Doprava
Do obce vedou silnice III. třídy. Železniční trať ani stanice na území obce nejsou. Nejbližší železniční spojení je ze stanice Roztoky u Prahy na trati Praha – Kralupy nad Vltavou.

### Veřejná autobusová doprava
Do obce jezdí příměstská autobusová linka 355 Praha, Dejvická - Horoměřice - Únětice. Dále zde vznikla spojení na linku 359 Roztoky, Únětice, Suchdol. Na tuto linku vznikla i napojení na obchodní řetězec Lidl. Do budoucna se právě linka 359 má více využít jak větším počtem jízd denně, tak i k vylepšení stávajícího stavu při narůstající dopravě.

## Únětický masopust
Každý rok se v Úněticích společně s městem Roztoky a pražskou částí Suchdol, pořádá hojný masopust. Masopustní průvod vychází od Roztockého zámku směrem nad Únětice, na Holý vrch, kde se masky setkávají s maškarami z Únětic a ze Suchdola. V Únětickém pivovaru a kravíně pak oslavy vrcholí.

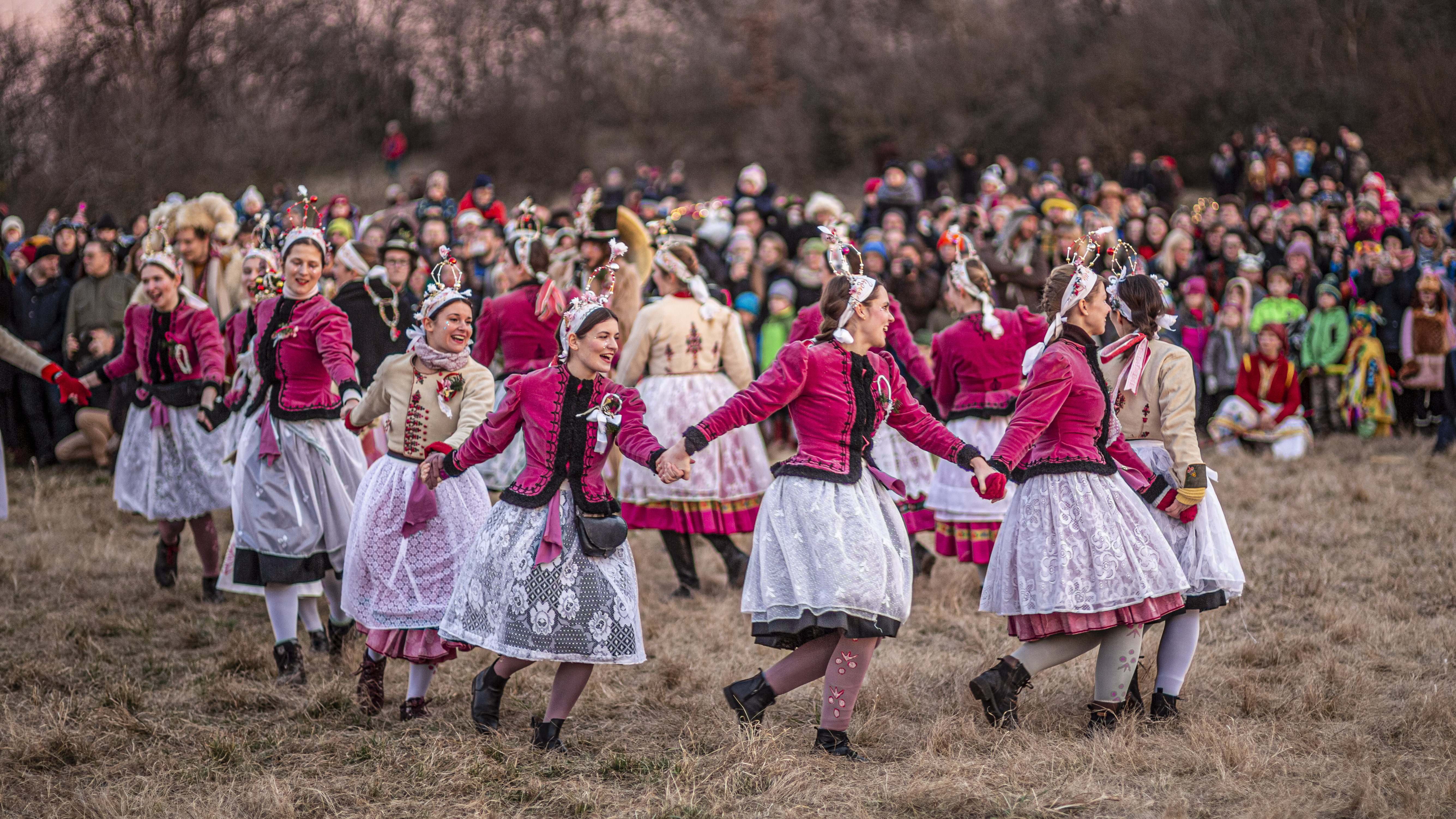
Setkání masopustních průvodů z Roztok a Únětic na Holém vrchu
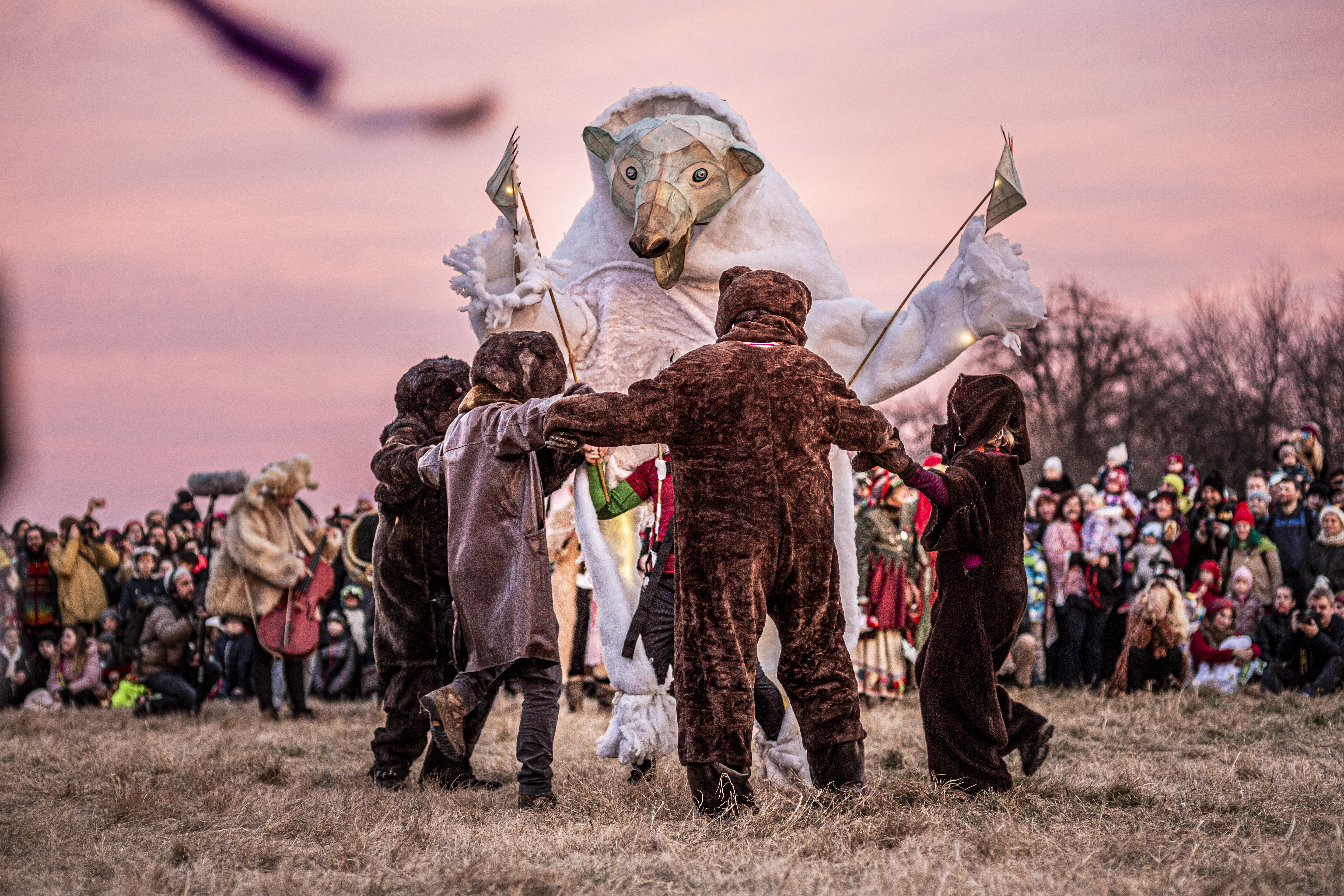
Setkání masopustních průvodů z Roztok a Únětic na Holém vrchu
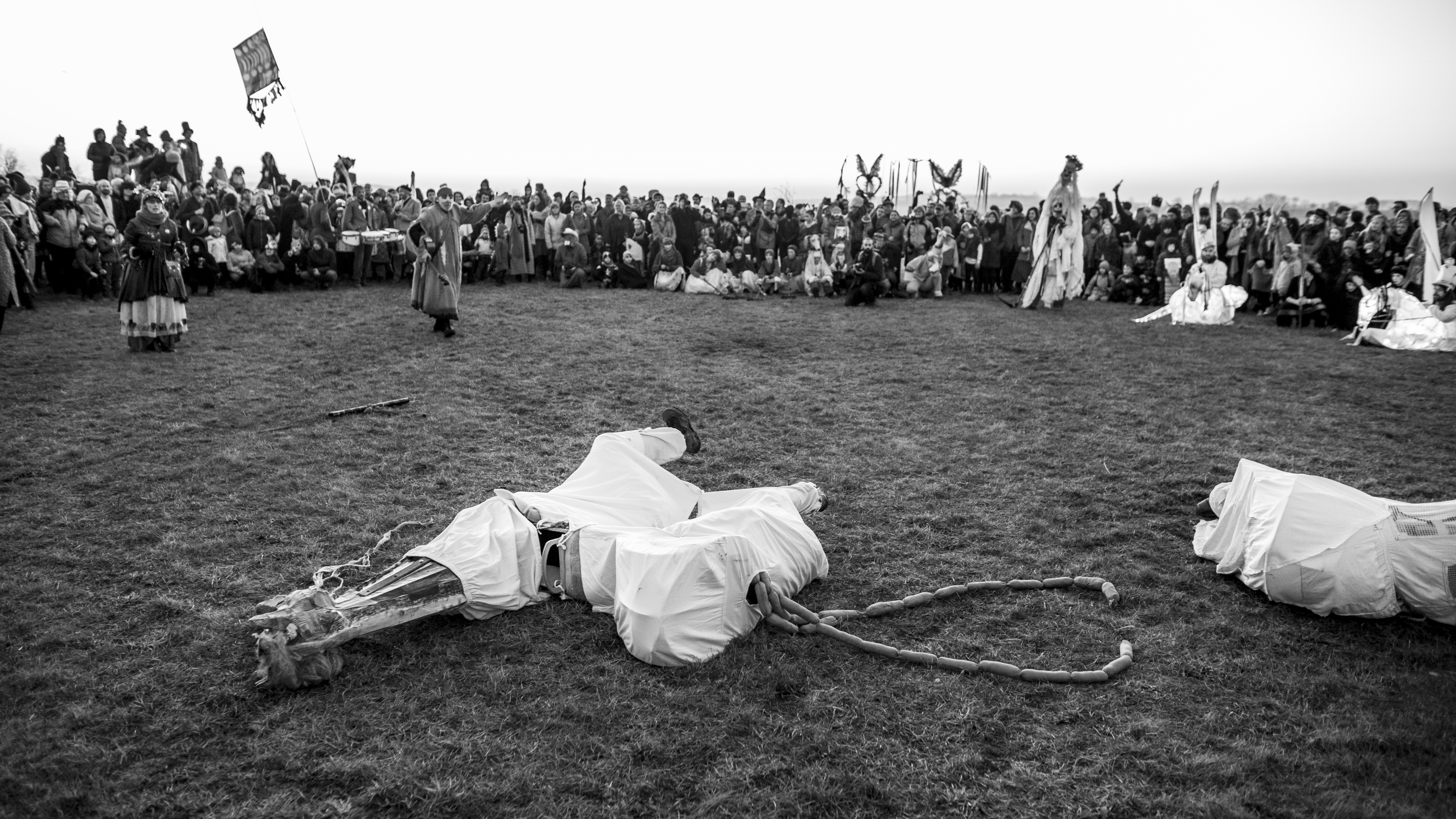
Setkání masopustních průvodů z Roztok a Únětic na Holém vrchu
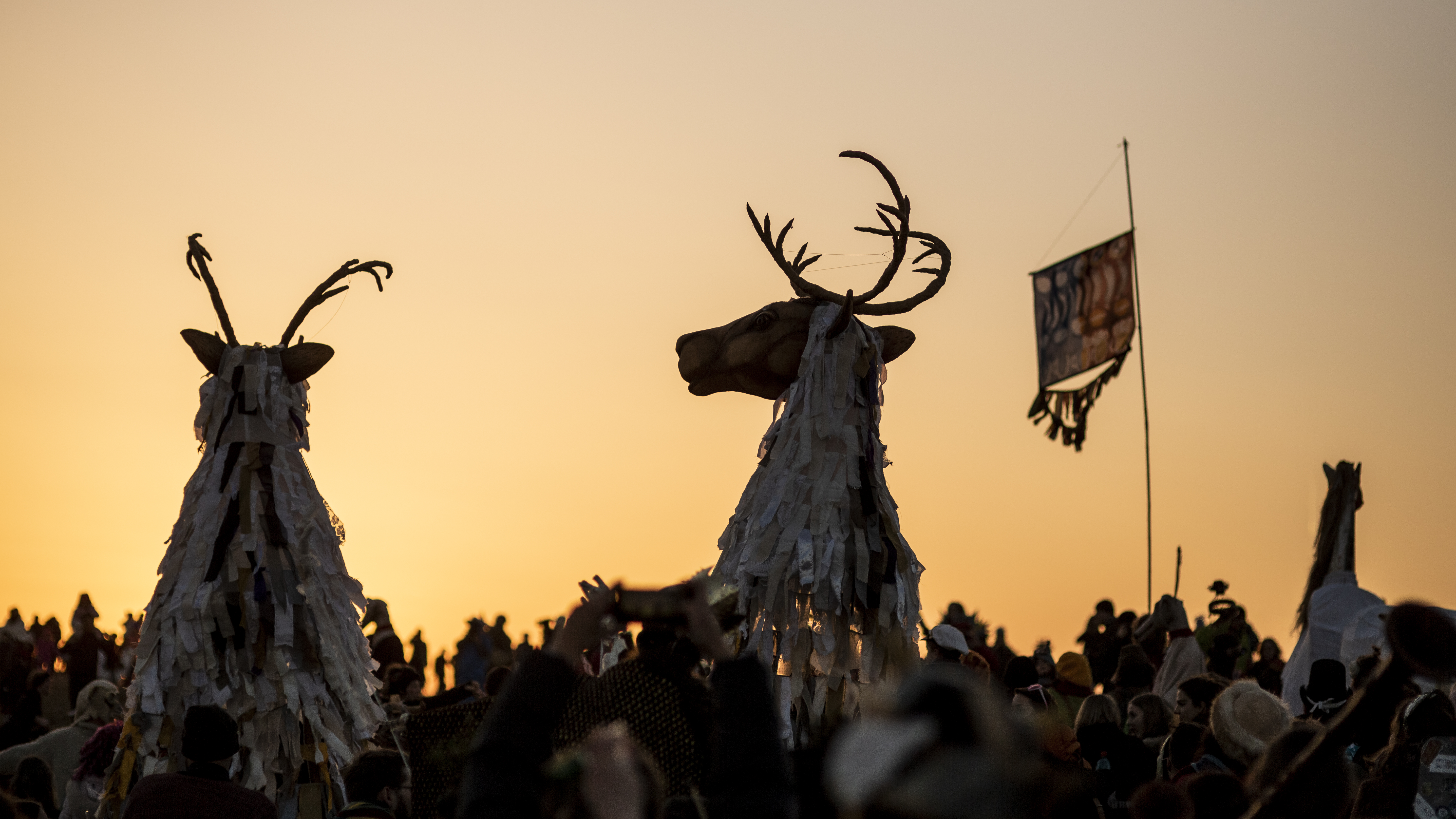
Setkání masopustních průvodů z Roztok a Únětic na Holém vrchu
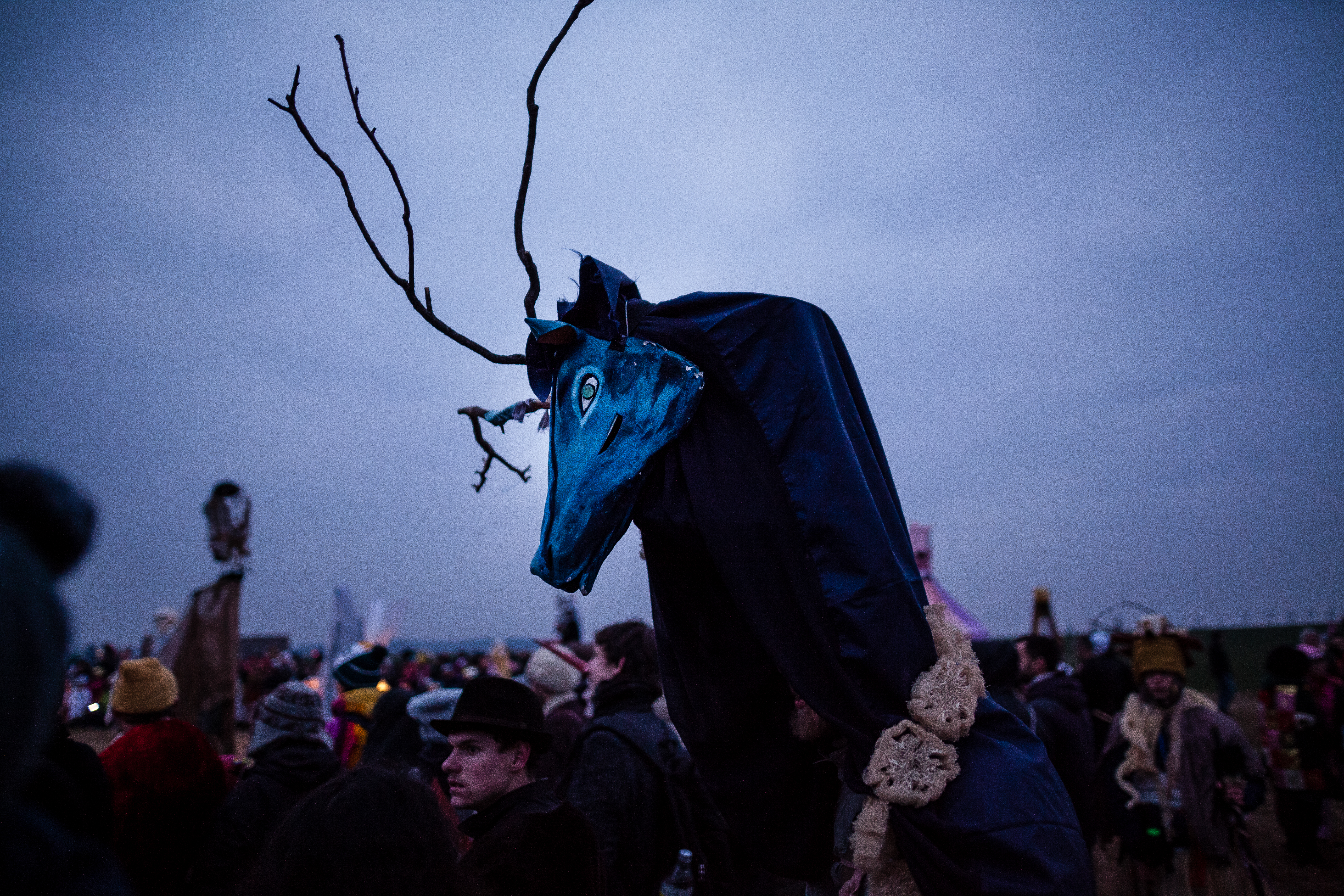
Setkání masopustních průvodů z Roztok a Únětic na Holém vrchu

## Další fotografie

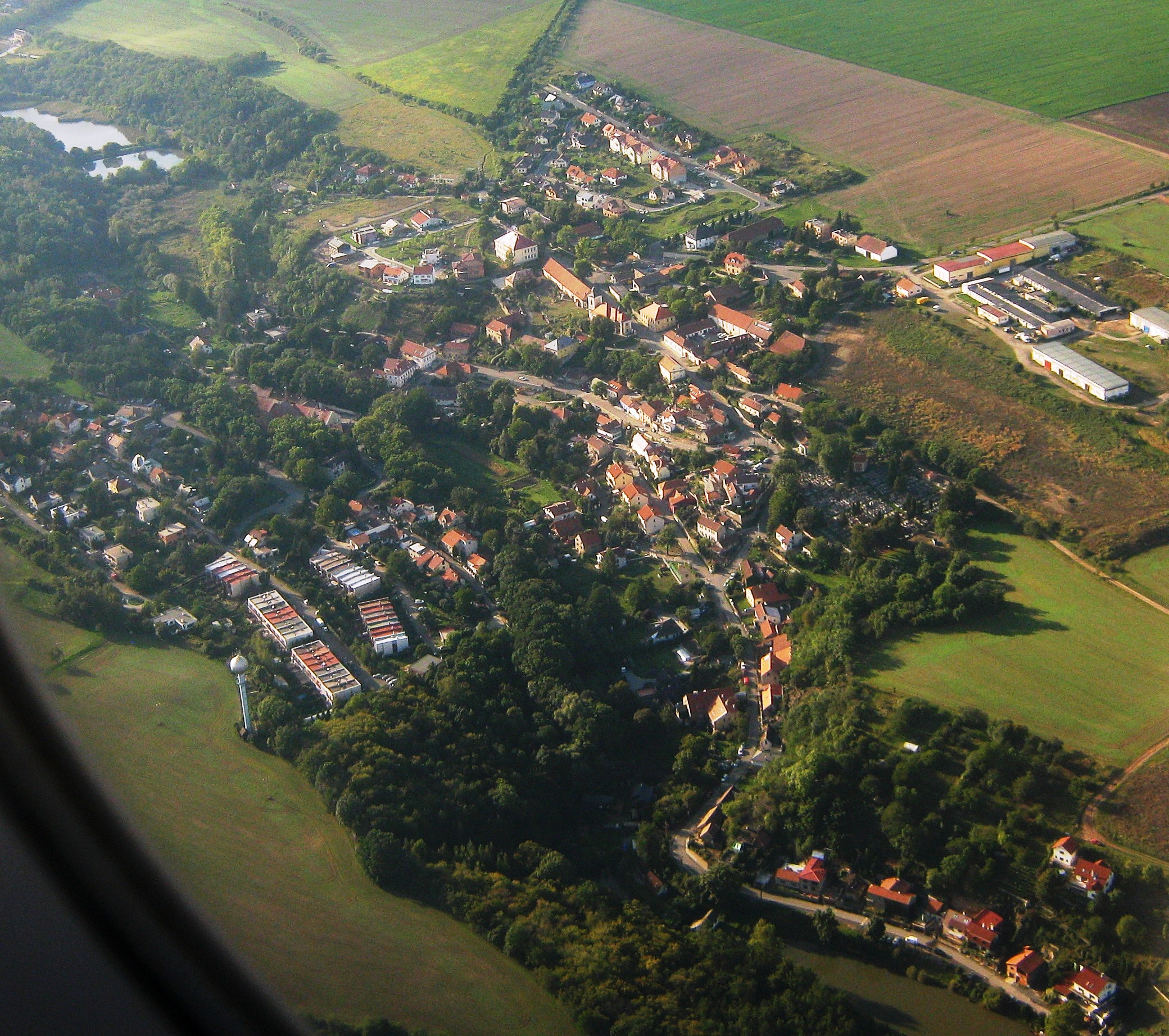
Letecký snímek z jihovýchodu (2012)
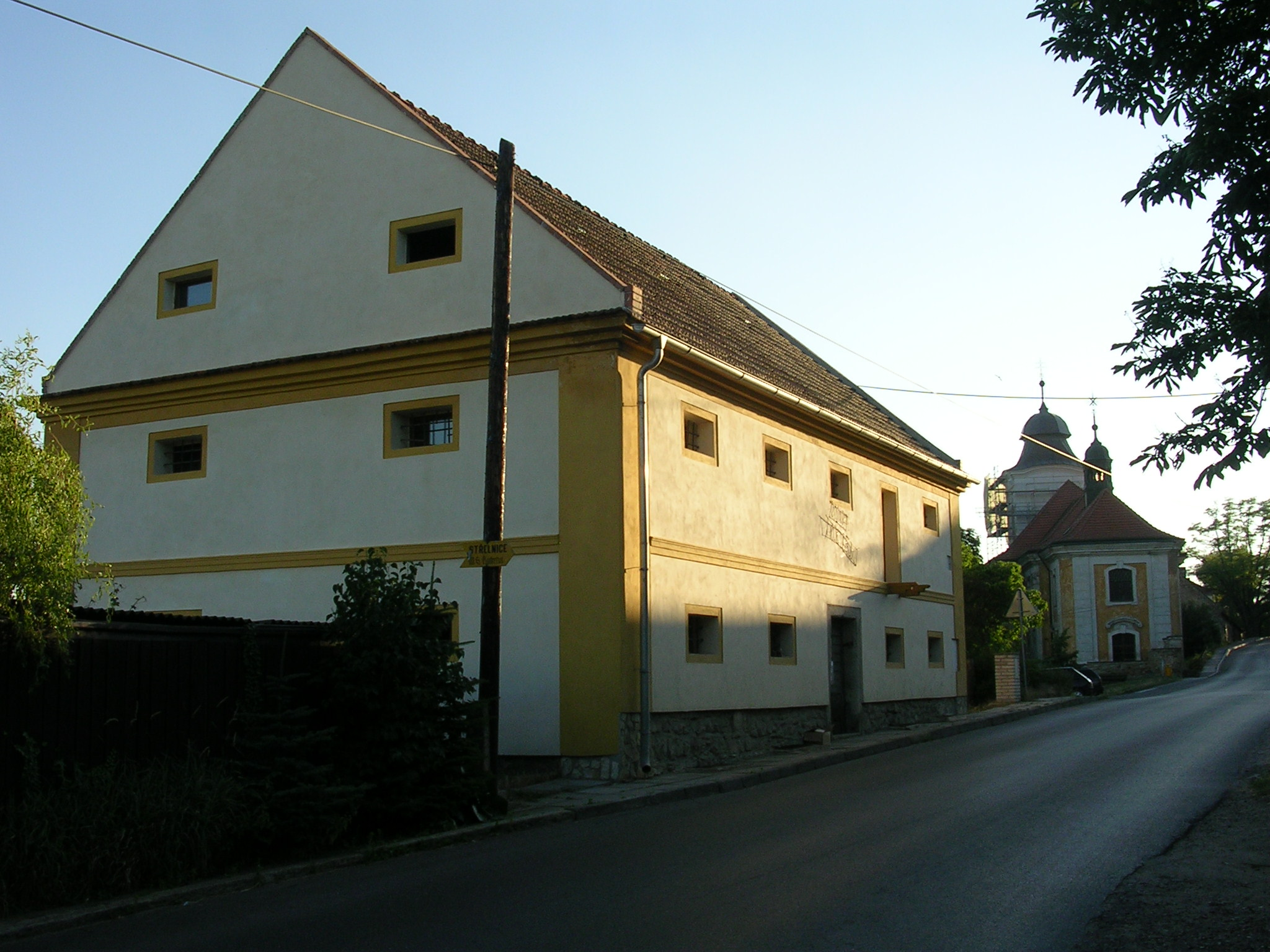
Špejchar a kostel Nanebevzetí Panny Marie
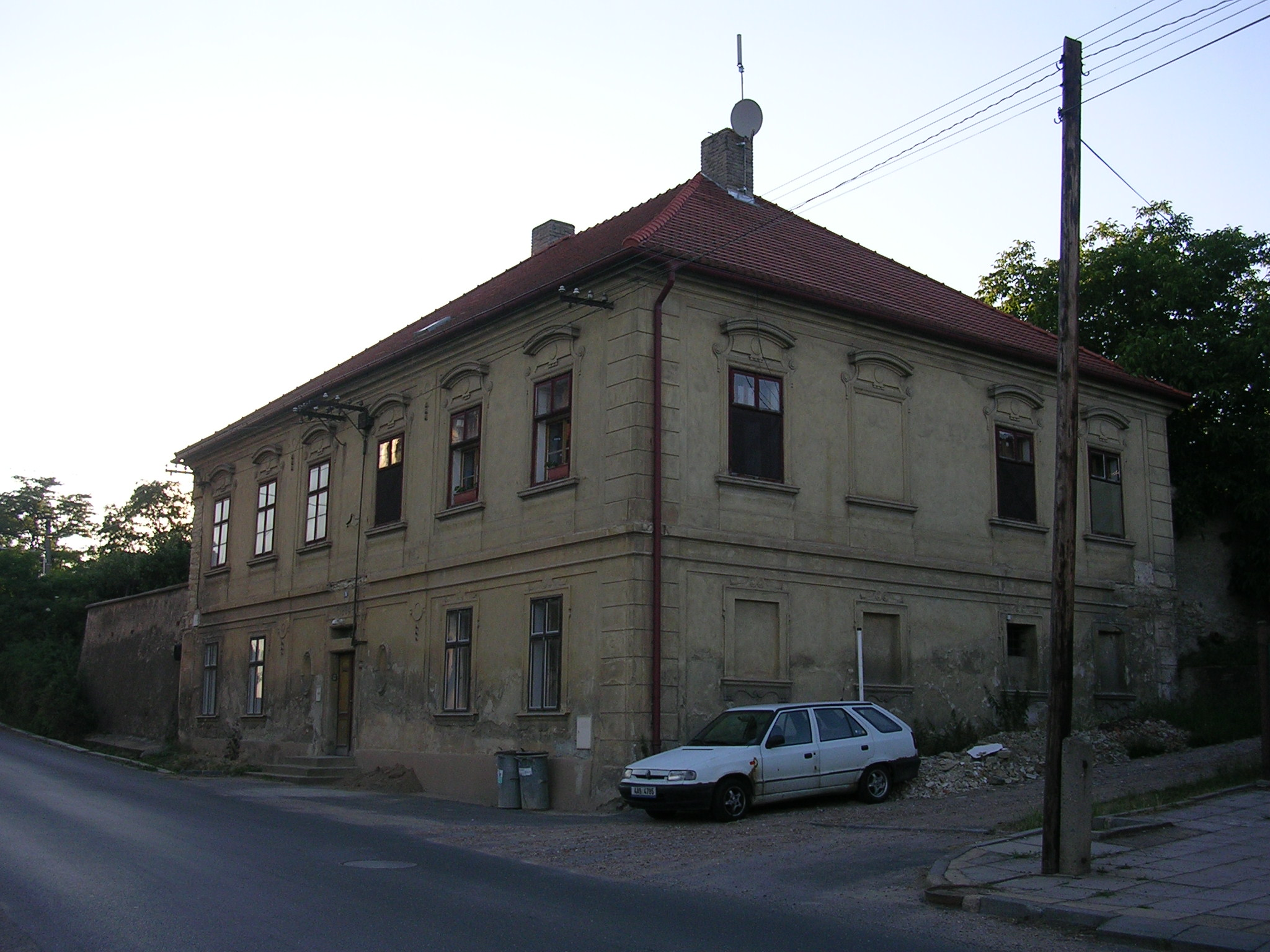
Fara
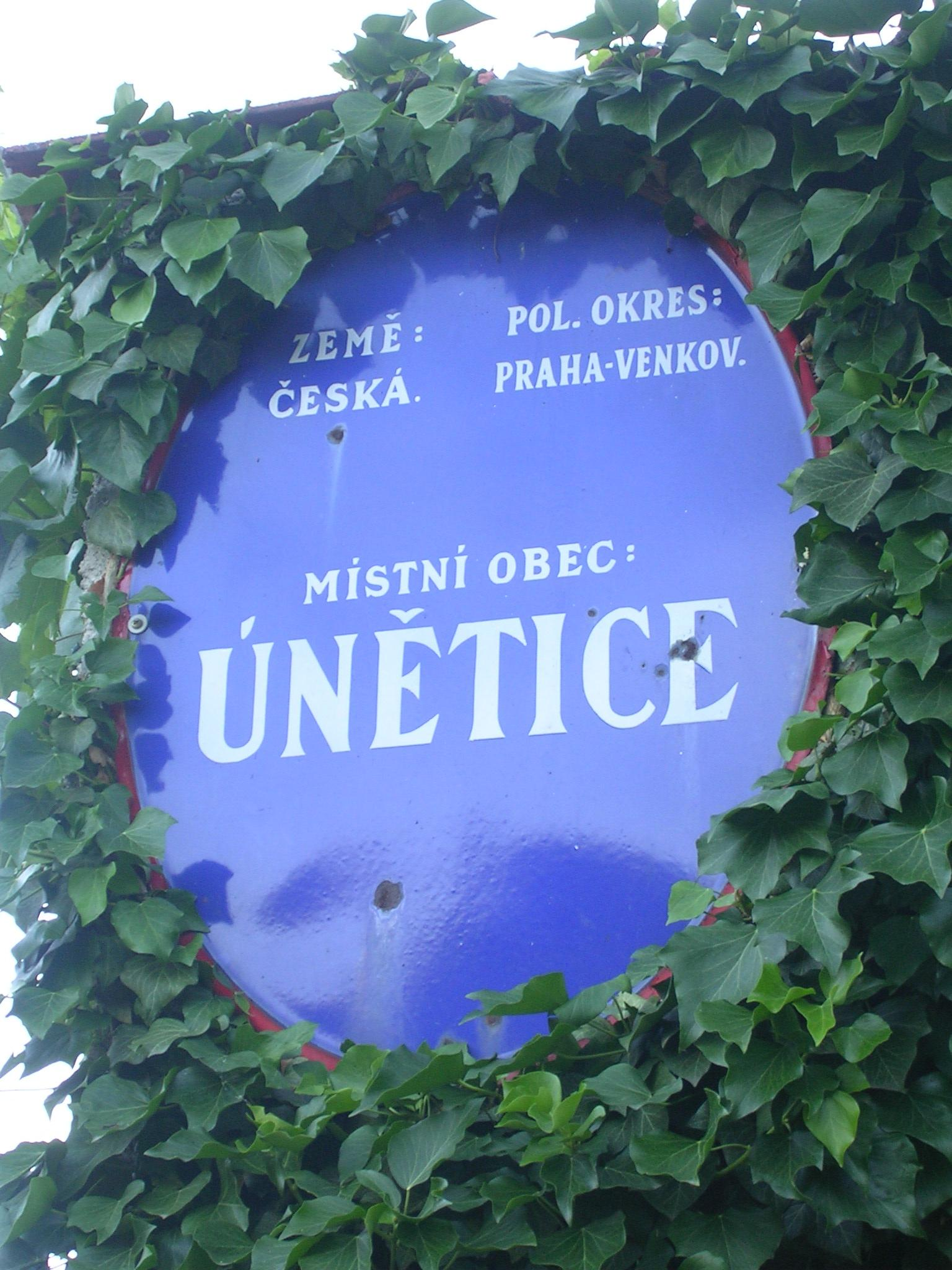
Staré označení obce
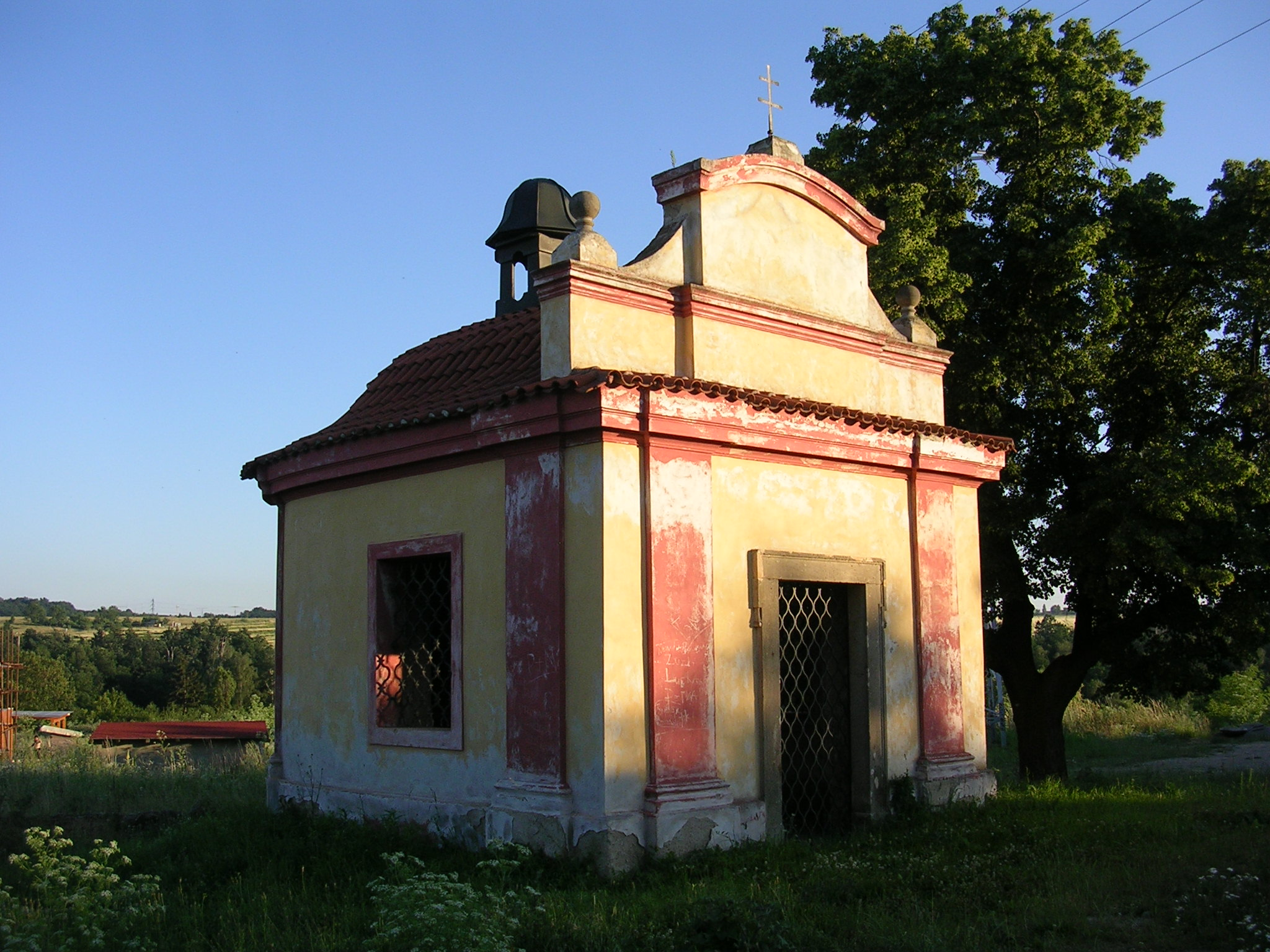
Kaple sv. Jana Nepomuckého